# Kesmeburun, Osmaniye
Kesmeburun là một xã thuộc huyện Osmaniye, tỉnh Osmaniye, Thổ Nhĩ Kỳ. Dân số thời điểm năm 2010 là 571 người.